# سمعک

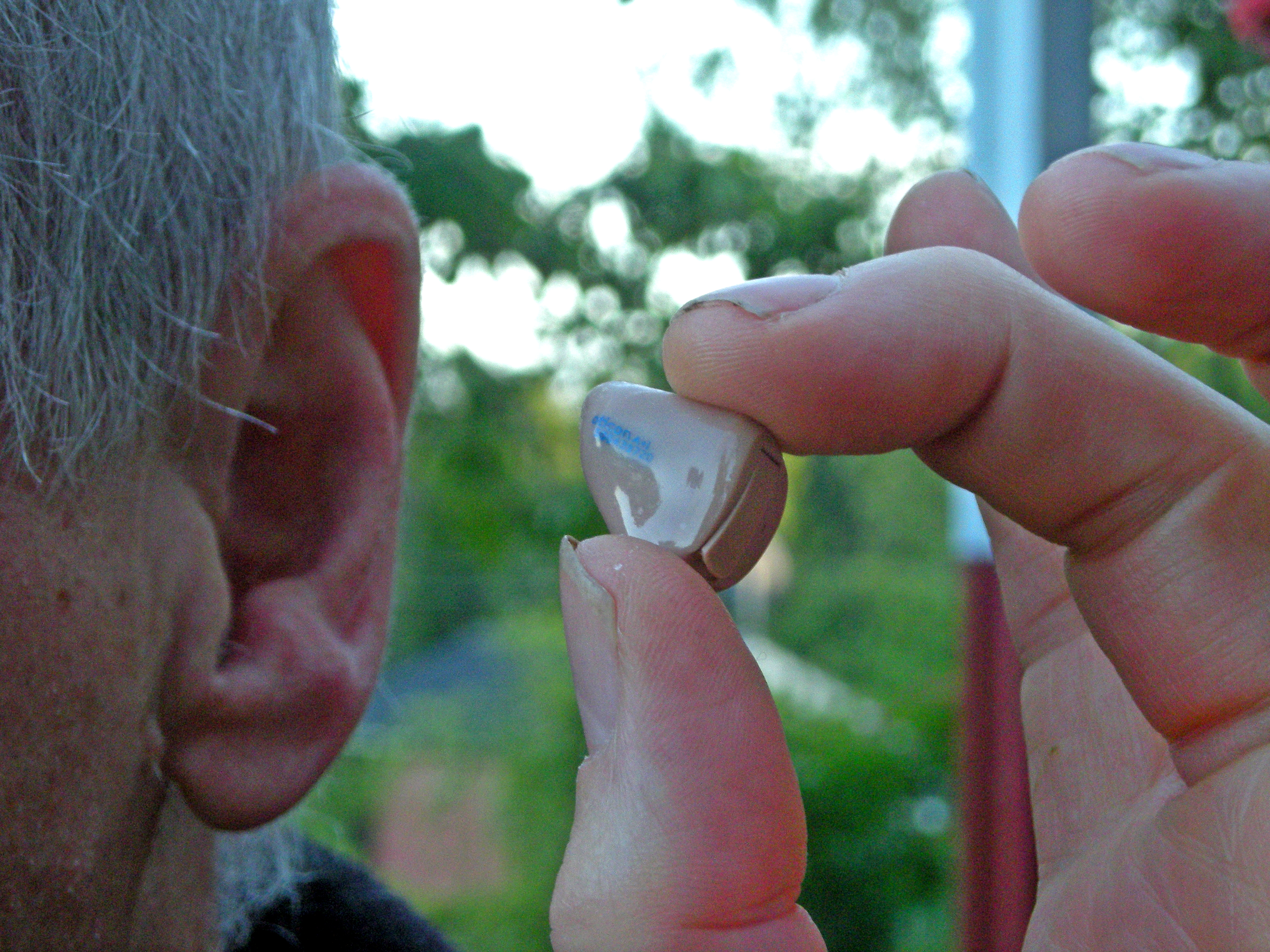
سمعک ۲۰۰۸۰۶۲۰ که در داخل کانال گوش قرار می‌گیرد

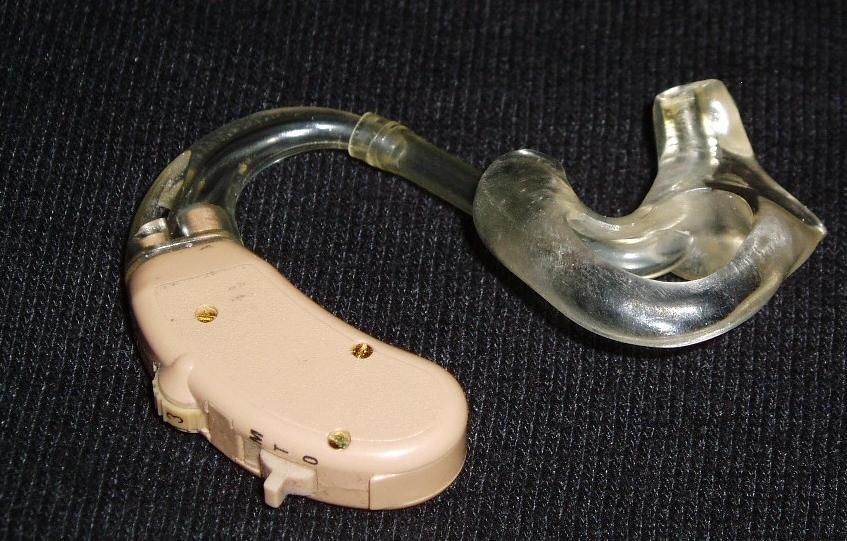
یک سمعک

سَمعَک یا شنیدیار (به انگلیسی: Hearing aid) وسیله‌ای است که برای کمک به قدرت شنوایی طراحی شده است. در بیشتر کشورها سمعک به عنوان یکی از تجهیزات پزشکی کلاسه‌بندی شده است و از این رو برابر با مقررات ویژهٔ این‌گونه تجهیزات مورد توجه قوانین نظارتی قرار دارد. بر همین اساس تقویت کننده‌های صوتی کوچک شخصی (PSAPها: محصولات شخصی تقویت صوتی) یا دیگر سیستم‌های تقویت صدا نمی‌توانند به عنوان «سمعک» فروخته شوند. سمعک توسط شنوایی‌شناس تجویز و تنظیم می‌شود. سمعک در قدیم یک مخروط قیف‌مانند تقویت‌کننده بود. سمعک وسیله‌ای برای تقویت صداها برای افراد دچار کم شنوایی (از حدود ملایم تا عمیق) است. سمعک برای افرادی که دارای شنوایی طبیعی هستند، مناسب نیست. سمعک از سه قسمت اصلی زیر تشکیل شده است: میکروفون، مدار پردازنده و بلندگو (رسیور). اجزای دیگری همچون کنترل صدا، کلید برنامه، هوک و… نیز در سمعک‌هایی هست که جزء ابزار جانبی سمعک به‌شمار می‌روند. سمعک‌ها را می‌توان از چند نظر طبقه‌بندی کرد که مهم‌ترین آن‌ها شکل ظاهری و نوع پردازش سمعک است.

## قطعات سمعک
سمعک دارای سه قطعهٔ مهم است: میکروفون، مدار پردازنده و بلندگو (رسیور).
- میکروفون: کار میکروفون سمعک دریافت امواج صوتی و تبدیل آن‌ها به سیگنال‌های الکتریکی است.
- مدار پردازنده: در مدار پردازنده سمعک تمامی سیگنال‌های الکتریکی دریافت شده از سوی میکروفون پردازش و سپس تقویت می‌شوند.
- بلندگو (رسیور): بعد از پردازش و تقویت سیگنال‌های الکتریکی، این سیگنال‌ها به وسیلهٔ بلندگوی سمعک دوباره به امواج صوتی تبدیل و به گوش استفاده‌کننده ارائه می‌گردد.

## انواع سمعک
سمعک‌ها از لحاظ شکل ظاهری به گروه‌های زیر طبقه‌بندی می‌گردند:
1. سمعک جیبی
2. سمعک استخوانی (عینکی و هدباند)
3. سمعک داخل مجرا
4. سمعک داخل گوش
5. سمعک نامرئی (کاملا داخل گوش)[۶]
6. سمعک رسیور داخل مجرا

در سال ۲۰۰۷ سمعک جدیدی به شکل گوشواره وارد بازار دنیا شده است که اصطلاحاً سمعک گوشواره‌ای نامیده می‌شود. این سمعک که مخصوص خانم‌ها یا افرادی با کلاپس کانال گوش است.

## معایب سمعک
به خاطر داشته باشید که سمعک‌های جدید و پیشرفته معایبی که شاید به گوشتان خورده باشد و شما را ترسانده باشد را ندارند. در زیر به دو مورد مورد آن اشاره می‌کنیم.

### سردرد و خستگی
شاید روز اول کمی کلافه باشید آن هم عادی است مغز و بدن انسان برای هر چیزی اولش گارد دارد مثلاً وقتی روز اول ورزش می‌کنید سریع خسته می‌شوید و آنقدر احساس درد دارید که همان‌جا می‌گویید دیگر ادامه نمی‌دهم. پس جا نزنید و صبر کنید تا مغزتان خودش را وفق دهد.

### صدا در گوشتان می‌پیچد
شاید حس کنید که چقدر صدایتان بلندتر از حد عادی و طبیعی است. نگران نباشید همان‌طور که گفتیم زمان ناجی شما است. یادتان باشد که یک وسیله اضافی به سیستم شنوایی شما برای کمک اضافه شده است و شما طیف بسیار وسیعی از صداها را می‌شنوید.

#### چگونه این مشکلات برطرف می‌شود؟
1. به تنظیم سمعک خود اهمیت دهید
2. از سمعک خود به نحو احسنت مراقبت کنید
3. از شنوایی‌شناس خود مشاوره بگیرید و مشکل خود را با او درمیان بگذارید

## سمعک از لحاظ تکنولوژی
سمعک‌ها از لحاظ تکنولوژی به گروه‌های زیر طبقه‌بندی می‌گردند:
1. سمعک آنالوگ[۹]
2. سمعک دیجی تریم[۱۰]
3. سمعک دیجیتال[۱۱][۱۲]
4. سمعک هوشمند[۱۳]
5. سمعک تریبیت شونده[۱۴][۱۵]

مزایای استفاده از سمعک دو گوشی عبارت است از:
- توانایی جهت‌یابی اصوات بهتر می‌شود.
- فهم گفتار در محیط‌های پر سر و صدا بهبود می‌یابد.
- صداها بهتر و راحت‌تر شنیده می‌شوند.
- درک گفتار در مکالمه‌های گروهی افزایش می‌یابد.
- کیفیت صدا بهتر می‌شود.

نکاتی کار آمد در انتخاب سمعک خوب:
سمعک وسیله الکترونیکی بسیار پیشرفته‌ای است که مستقیماً در پیشبرد ارتباط کاربر آن با اطرافیان) خانواده، همکاران، دوستان (و در عین حال محیط اطراف تأثیرگذار است. سمعک‌ها از نظر شکل ظاهری و مهم‌تر از آن از نظر مدارات داخلی تفاوت‌های گوناگونی دارند؛ بنابراین انتخاب یک سمعک خوب و مناسب به عوامل متعددی بستگی دارد از جمله این عوامل می‌توان به مشاوره با یک شنوایی‌شناس مجرب اشاره کرد.
بهترین فرد برای ارزیابی شنوایی و تجویز سمعک متخصص شنوایی‌شناس است که با علم بر این موضوع می‌تواند در انتخاب سمعک مناسب کمک کند. در زمینه شنوایی‌شناسی کودکان، حساسیت بیشتر است زیرا کودکان نمی‌توانند مشکلات شنیداری خود را بیان کنند از این رو توجه والدین به کیفیت شنوایی کودک بخصوص در زمینه حرف زدن و توانایی ارتباط برقرار کردن وابسته به تنظیم درست سمعک و ارزیابی‌های متدام در طول سال‌های کودکی است.

## سمعک‌های موجود در بازار ایران
برندهای سمعک در ایران متنوع هستند و اکثر شرکتهای معتبر در حوزه شنوایی محصولات خود را به صورت مستقیم برای ایران ارسال می‌کنند. این شرکت‌ها معمولاً دارای نمایندگی مستقیم در ایران هستند. شرکت‌های تولیدکننده سمعک که در ایران محصولات آن‌ها در دسترس هستند به شرح زیر می‌باشند.
- زیمنس
- اتیکن
- ویدکس
- فوناک
- یونیترون
- استارکی
- ریساند
- پیورتن
- بلتن
- ای&ام
- رکستن
- آدیفن
- هنساتن
- برنافن